# Codex Wormianus
Codex Wormianus är en handskrift från mitten av 1300-talet i de Arnamagneanska samlingarna i Köpenhamns universitetsbibliotek, som innehåller Snorres Edda. Den har signum AM 242 fol. 
Tidigare har "Codex Wormianus" använts med syftning på handskriften AM 28 8vo, vanligen kallad Codex Runicus, vilken innehåller Skånelagen med mera. Peter Sawyer gjorde så ännu 1988 och 1991.